# 藤井正男
藤井 正男（ふじい まさお、1906年（明治39年）3月19日 - 1995年（平成7年）6月12日）は、日本の政治家。第6代福山市長（2期）、衆議院議員（1期）。

## 略歴
1931年、明治大学法学部卒業。福山市会議員を務めた後、1946年4月10日に行われた第22回衆議院議員総選挙に立候補。落選するも、当選者の渡辺忠雄が公職追放を受け6月22日に辞職。7月4日に繰上補充で衆議院議員となった。
1947年3月19日、公職追放により小林和一福山市長が辞職。かくして、新しく公布される地方自治法に準拠して初代公選市長の選挙が4月5日に行われることとなった。市長選は、市当局の立案した都市計画に反対する藤井と、都市計画遂行を主張する弁護士の徳永豊との一騎打ちとなった。投票の結果、藤井13,165票、徳永10,143票で初当選した。
1949年9月18日、戦後初の競馬場である福山競馬場を開設した。1951年に再選するも、1955年の市長選で徳永豊に敗れる。
1960年2月1日、市内佐波町に福山電波工業専門学校（現在の近畿大学附属広島高等学校・中学校福山校）を創立。4月1日には学校法人藤井学園を設立した。
1995年6月12日没。